# Mitsui Engineering & Shipbuilding
La Mitsui Engineering & Shipbuilding (三井造船?, Mitsui Zōsen) è una azienda giapponese, facente parte del keiretsu Mitsui ed attiva nel settore dell'industria pesante.

## Storia
L'azienda fu fondata nel 1917 come divisione del gruppo Mitsui per la cantieristica navale, il primo cantiere fu aperto a Tamano e nel 1937 da semplice divisione divenne un'azienda separata, rimanendo sempre di proprietà dello zaibatsu Mitsui. Nel corso degli anni ha costruito petroliere e navi militari (come le navi da trasporto anfibio della classe Osumi) e realizzato opere di ingegneria civile come ponti ed interi complessi industriali.